# Diplohimas
Diplohimas är ett släkte av steklar. Diplohimas ingår i familjen brokparasitsteklar.
Kladogram enligt Catalogue of Life:
| Diplohimas | \| \| Diplohimas ater \| \| \| \| \| \| Diplohimas fulvithorax \| \| \| \| |
|            | \| \| Diplohimas ater \| \| \| \| \| \| Diplohimas fulvithorax \| \| \| \| |
|            | Diplohimas ater                                                            |
|            |                                                                            |
|            | Diplohimas fulvithorax                                                     |
|            |                                                                            |